# Chorfa (Bouira)
Chorfa è un comune dell'Algeria, situato nella provincia di Bouira.